# Pablo Ibáñez
Pablo Ibáñez Tébar, eller bara Pablo, född 3 augusti 1981 i Madrigueras, Albacete i Spanien, är en spansk före detta fotbollsspelare. Ibáñez spelade främst som mittback.

## VM 2006
Ibáñez var Spaniens förstaval som mittback vid fotbolls-VM 2006 tillsammans med Carles Puyol. Han spelade i gruppspelet mot Ukraina, Tunisien och Frankrike.